# Liên minh tiền tệ

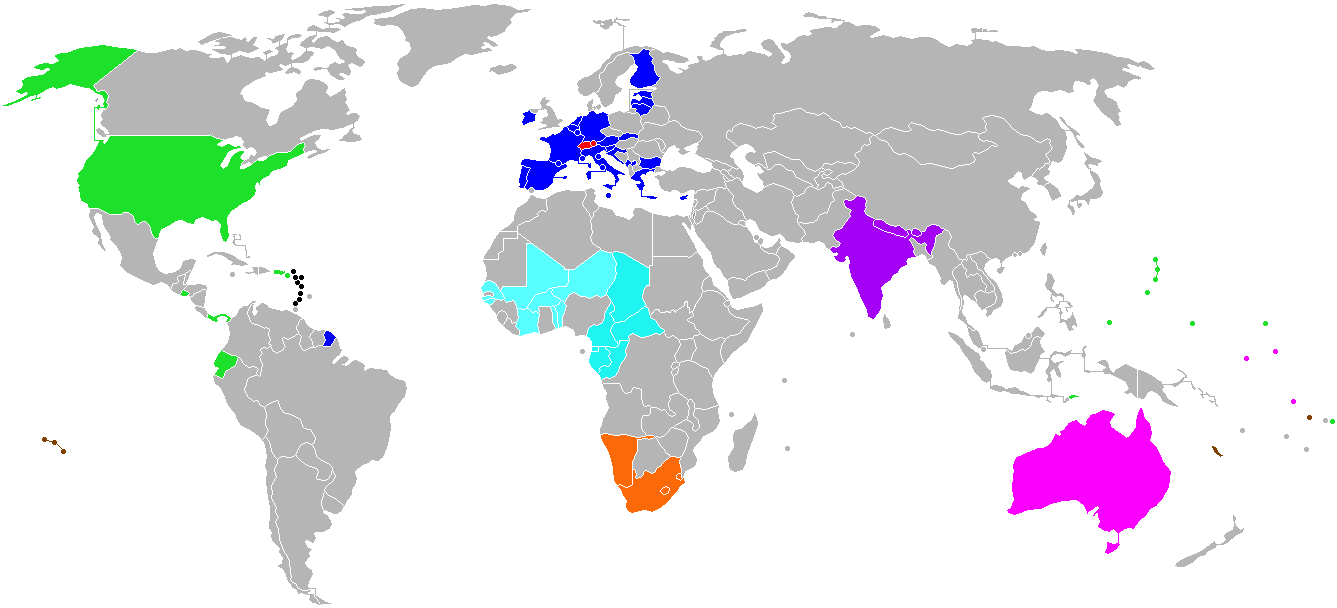
Liên minh tiền tệ:
EUR Euro
USD Đô la Mỹ
CHF Franc Thụy Sĩ
INR Rupee Ấn Độ
AUD Đô la Úc
XCD Đô la Đông Caribe
ZAR Rand Nam Phi
XOF Franc CFA Tây Phi
XAF Franc CFA Trung Phi
XPF Franc CFP

Liên minh tiền tệ (tiếng Anh: currency union hay monetary union) là một hình thức liên kết kinh tế nhằm tiến tới thành lập Liên minh kinh tế. Liên minh tiền tệ có những đặc trưng là xây dựng chính sách thương mại chung, hình thành đồng tiên chung thống nhất thay cho các đồng tiền riêng của các nước thành viên, thống nhất chính sách lưu thông tiền tệ, xây dựng hệ thống ngân hàng chung thay cho các ngân hàng trung ương của các nước thành viên, xây dựng chính sách tài chính, tiền tệ, tín dụng chung đối với các nước ngoài Liên minh và các tổ chức tiền tệ quốc tế. Hiện nay, liên minh châu Âu (EU) có 27 thành viên, trong đó chỉ có 16 nước tham gia Liên mình tiền tệ được thực hiện từ 1/1/1999.